# Lacey Von Erich
Lacey Dawn Adkisson (ur. 17 lipca 1986 w Dallas) – amerykańska wrestlerka, występująca pod pseudonimem ringowym Lacey Von Erich. Córka Kerry’ego Von Ericha i wnuczka Fritza Von Ericha. Rozpoczęła karierę zawodniczą w 2007, początkowo pracując w Florida Championship Wrestling (federacja rozwojowa WWE) i scenie niezależnej. W 2009 związała się z Total Nonstop Action Wrestling (TNA). Jest jednokrotną TNA Knockouts Tag Team Championką, posiadając mistrzostwo na zasadzie Freebird Rule z Velvet Sky i Madison Rayne (wszystkie trzy tworzyły stajnię The Beautiful People). W 2010 zakończyła karierę wrestlerki.

## Młodość
Lacey Adkisson wychowywała się w rodzinie Von Erichów, która silnie związała się z wrestlingiem. Jest córką Kerry’ego Von Ericha, utytułowanego zawodnika, który popełnił samobójstwo, gdy miała niespełna 7 lat. Jej dziadkiem był Fritz Von Erich, wielokrotny mistrz oraz promotor wrestlingu, natomiast jej stryjowie to: Kevin Von Erich, David Von Erich, Mike Von Erich i Chris Von Erich. W 2009 rodzina Von Erichów została włączona do WWE Hall of Fame.

## Kariera wrestlerki

### World Wrestling Entertainment (2007)
Adkisson otrzymała propozycję pracy w World Wrestling Entertainment (WWE) od Vince’a McMahona. Podpisała kontrakt rozwojowy z WWE w sierpniu 2007. Przydzielono ją do federacji rozwojowej WWE, Florida Championship Wrestling (FCW); została tym samym pierwszym członkiem trzeciego pokolenia rodziny Von Erich, który rozpoczął karierę zawodniczą. Zadebiutowała w FCW 15 września, gdy towarzyszyła Billy’emu Kidmanowi przy ringu pod pseudonimem ringowym Lacey Von Erich. Dziesięć dni później Von Erich pełniła rolę valet, wspólnie z Maryse Ouellet, Ryana O’Reilly’ego. Pierwszy raz w ringu walczyła 9 października w przegranym spotkaniu z Nattie Neidhart. 23 października stanęła u boku Victorii Crawford w jej meczu przeciwko Nicole Belli. W następnym miesiącu Von Erich, Neidhart i Maryse Ouellet poniosły porażkę z Crawford i The Bella Twins (Nicole Bella i Brie Bella). Kontrakt rozwojowy Von Erich wygasł pod koniec 2007, co WWE potwierdziło w połowie stycznia 2008.
Adkisson pojawiła się podczas weekendu WrestleManii XXV, gdy rodzina Von Erich została włączona do WWE Hall of Fame.

### Scena niezależna (2008–2009)
Lacey Von Erich zadebiutowała w Women Superstars Uncensored (WSU) 8 marca 2008 na gali Dawn of the New Day, gdzie była lepsza od Angel Orsini. W Professional Championship Wrestling (PCW) pojawiła się 22 marca i nawiązała sojusz z Action Jacksonem w wygranym mieszanym Tag Team matchu z Claudią i Mikiem Foxxem. Kolejne zwycięstwo odniosła nad Angel Orsini w National Wrestling Superstars (NWS). Pierwszy raz wystąpiła we wspólnej gali Pro Wrestling Revolution (PWR), National Wrestling Alliance (NWA) i National Wrestling Alliance Pro Wrestling 7 czerwca, ulegając Cheerleader Melissie. Rywalizowała również w Heavy On Wrestling 14 czerwca; Von Erich i Heavy D ponieśli porażkę z Ann Brookstone i Arikiem Cannonem w mieszanym Tag Team matchu.
Pierwszy tytuł mistrzowski zdobyła 10 lipca 2009 w Windy City Pro Wrestling po pokonaniu mistrzyni - Mii Martinez oraz Faith, Juliet The Huntress i Kimberly Kash w Five Way matchu. WCPW Ladies Championship zostało zawieszone 26 września z powodu zawarcia kontraktu z TNA przez Von Erich. W listopadzie wzięła udział australijskim tourze „Hulkamania: Let the Battle Begin”, realizowanym przez Hulka Hogana. W pierwszym dniu wygrała zawody bikini, w którym uczestniczyły również Koa Marie Turner, Stephanie Pietz i Kiara Dillon. W wydarzeniu pełniła przede wszystkim rolę menedżerki Ricka Flaira.

### Wrestlicious (2009–2010)
W sierpniu 2009 Von Erich wzięła udział w pierwszym sezonie Wrestlicious (emitowanego w telewizji od marca 2010). Zawodniczka zadebiutowała w trzecim odcinku programu Takedown, gdy wspólnie z Amber Lively odniosły zwycięstwo nad Draculettą i White Magic w wyniku dyskwalifikacji przeciwniczek. W odcinku Takedown z 7 kwietnia został rozegrany Hoedown Takedown Battle Royal, który miał wyłonić dwie pretendentki do pasa Wrestlicious Championship; Von Erich została wyeliminowana przez Kickstart Katie. W ósmym odcinku programu pomogła wygrać Alexandrze the Great Throw in the Towel Match przeciwko Kickstart Katie.

### Total Nonstop Action Wrestling (2009–2010)

#### The Beautiful People

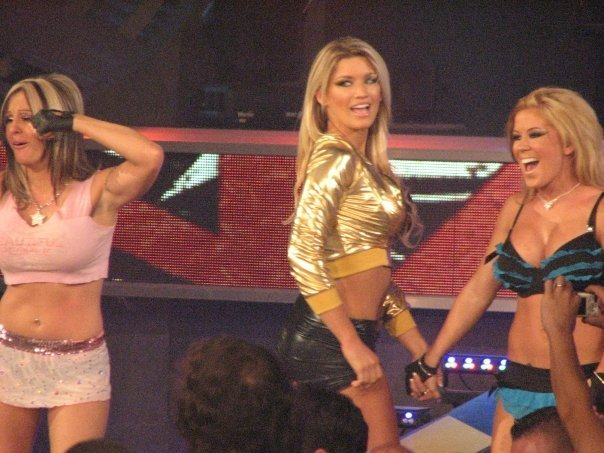
The Beautiful People (od lewej: Velvet Sky, Lacey Von Erich i Madison Rayne)

Lacey Von Erich podpisała kontrakt z TNA we wrześniu 2009. Zadebiutowała w federacji w odcinku Impactu! z 1 października w roli czarnego charakteru po dołączeniu do The Beautiful People (Velvet Sky i Madison Rayne) i przechyleniu szali na korzyść towarzyszek w bójce z TNA Knockouts Tag Team Championkami, Taylor Wilde i Saritą. W ten sposób Von Erich zastąpiła Angelinę Love, przywódczynię drużyny, która miała problemy z otrzymaniem amerykańskiej wizy. Grupa odniosła pierwsze zwycięstwo w nowym składzie 15 października, pokonując Awesome Kong, ODB i Tarę w Six Knockout Tag Team matchu, jednak na Bound for Glory (18 października) partnerki Von Erich nie zdołały odzyskać mistrzostwa drużynowego w walce rewanżowej z Wilde i Saritą. Po gali trio zaczęło występować w stylizowanych na reality show segmentach „The Meanest Girls”; w pierwszym „odcinku” zaatakowały Taylor Wilde i Saritę, rozpętując bitwę na jedzenie, w drugim natomiast ich ofiarą stała się ODB. Doprowadziło to do ogłoszenia Six Knockout Tag Team matchu o Knockouts Tag Team Championship i Knockouts Championship, który odbył się na gali Turning Point (15 listopada). The Beautiful People nie odebrały ODB, Wilde i Saricie tytułów mistrzowskich. W czasie tego feudu Von Erich zaczęła posługiwać się różową pałką, która nosiła nazwę Lacey’s Ugly Stick, aby ogłuszać nią przeciwniczki. W drugim grudniowym odcinku Impactu! Von Erich została pokonana przez Sky w Mud Wrestling matchu (pojedynek w błocie), sędziowanym przez Rayne. Mecz została przygotowany przez Kevina Nasha w celu zwiększenia oglądalności programu federacji. Tydzień później wrestlerka, podczas sprzeczki z reporterką Lauren Brooke, została spoliczkowana przez dziennikarkę. 31 grudnia, podczas New Year’s Knockout Eve, Von Erich oznajmiła, że TNA zwolniło Brooke za uderzenie jej.
Angelina Love powróciła do TNA 14 stycznia 2010, lecz zamiast ponowienia współpracy z The Beautiful People, zaczęła z grupą rywalizować. 8 marca Rayne i Velvet Sky zdobyły zawieszone Knockouts Tag Team Championship, pokonując drużyny złożone z Love i Tary oraz Sarity i Wilde. Stajnia przyjęła zasadę Freebird Rule, na podstawie której każda z trzech członkiń mogła bronić mistrzostwa. Pierwsza obrona z udziałem Von Erich odbyła się 19 kwietnia, gdy połączyła siły ze Sky, zwyciężając Daffney i ODB. Dwa tygodnie później trzy członkinie The Beautiful People obroniły oba tytuły mistrzowskie w walce z Saritą, Taylor Wilde i Tarą, natomiast 27 maja Von Erich i Sky ponownie nie dały szans Wilde i Saricie w walce o TNA Knockouts Tag Team Championship. W drugiej indywidualnej walce Von Erich, mającej miejsce 17 czerwca, zmierzyła się z Angeliną Love, powracającą po wyleczeniu kontuzji z zamiarem zemszczenia się na trzech zawodniczkach The Beautiful People, a w ostatecznym rozrachunku odebrania Rayne TNA Knockouts Championship. Von Erich wygrała z przeciwniczką w wyniku dyskwalifikacji, gdy Love wykonała jej DDT na stalowe krzesło.
Na Victory Road (11 lipca) Madison Rayne utraciła tytuł mistrzowski w walce z Angeliną Love za sprawą dyskwalifikacji, gdy w pojedynek zaingerowała osoba w kasku motocyklowym na głowie. Zgodnie z ustalonymi wcześniej warunkami mistrzostwo mogło być odebrane Rayne, jeśli Sky lub Erich zainterweniowałyby w meczu. W następnym odcinku Impactu!  członkinie The Beautiful People pokłóciły się, gdy Sky nie pochwaliła niedawnej postawy Rayne, jej zachowania i współpracy z tajemniczą kobietą, na co Rayne odpowiedziała, że nie potrzebuje już Sky. Gdy dwie członkinie grupy odeszły, była mistrzyni i Tara zaatakowały Love. 22 lipca TNA Knockouts Championship powróciło do Rayne, ponieważ władze federacji nie miały dowodu, że osobą, która interweniowała na Victory Road, była Sky lub Von Erich. Sky i Von Erich utraciły tytuły drużynowe 5 sierpnia na rzecz Hamady i Taylor Wilde z powodu nieudanej interwencji mistrzyni Knockoutek i jej towarzyszki. Nieco później wywiązała się bójka między Rayne a Sky na zapleczu, w której ucierpiała Von Erich, próbująca pogodzić przyjaciółki.

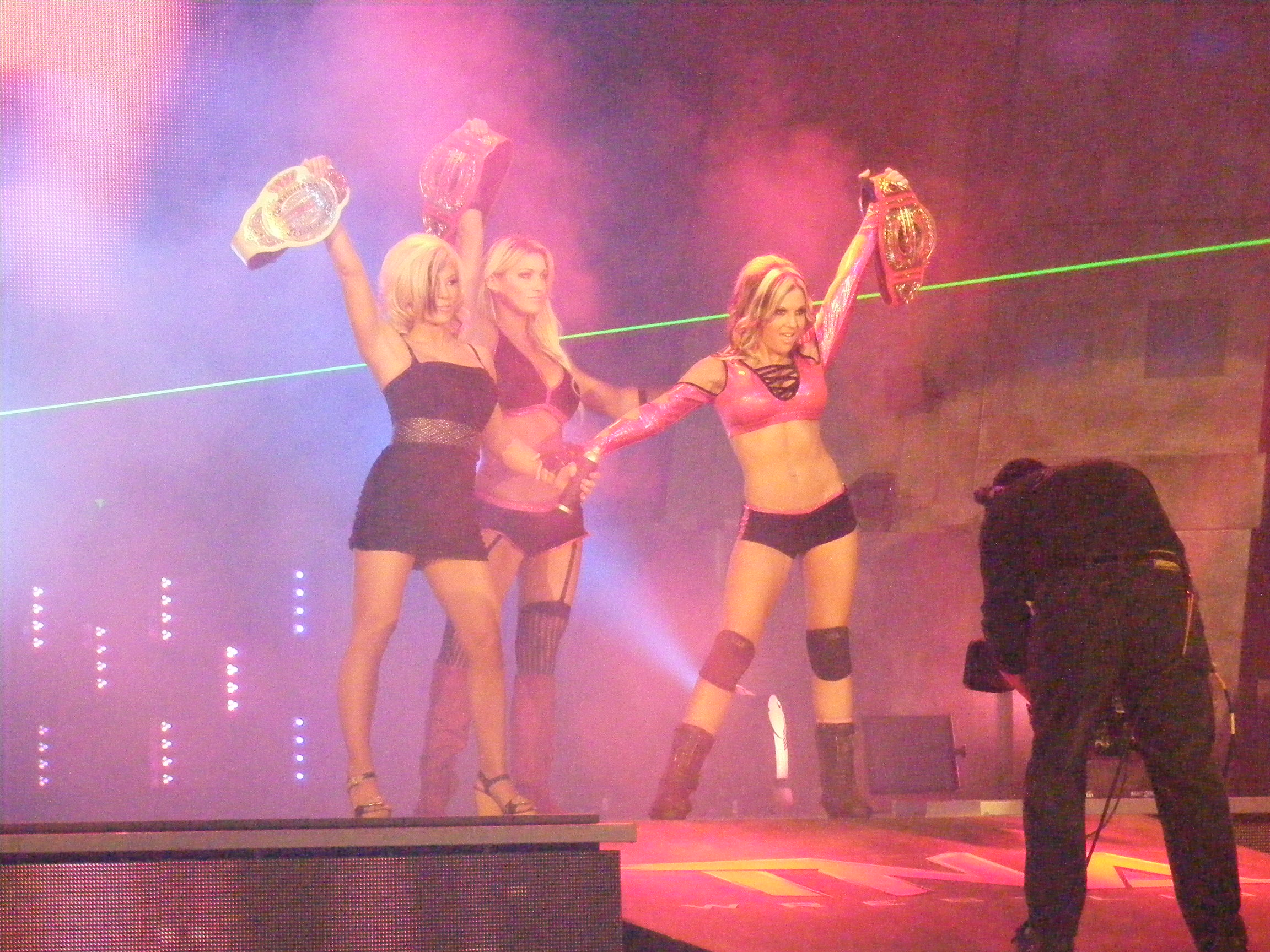
The Beautiful People z pasami TNA Knockouts Championship i TNA Knockouts Tag Team Championship

Von Erich powróciła 16 września, walcząc wspólnie z Madison Rayne przeciwko Taylor Wilde i Saricie o TNA Knockouts Tag Team Championship. Zawodniczki nie odzyskały tytułu mistrzowskiego, co doprowadziło do ataku rozgniewanej Rayne i Tary na towarzyszkę, której na pomoc przyszły Angelina Love i Velvet Sky. W ten  sposób Von Erich przeszła face turn. 23 września połączyła siły ze Sky w zakończonym niepowodzeniem pojedynku z Hamadą i Wilde o tytuły drużynowe w wyniku uderzenia jej kaskiem motocyklowym przez Rayne. Trzy tygodnie później Von Erich pojawiła się w segmencie z Love, Sky i uczestniczką Ekipa z New Jersey, Jennifer „JWoww” Farley, w którym zaatakowały Cookie i Robbiego E. Mike Tenay ogłosił 28 października, że Von Erich zgodziła się trenować Miss Tessmacher, po tym jak tydzień wcześniej inne członkinie The Beautiful People odmówiły. Jednak 11 listopada angle nagle się zakończył, kiedy Adkisson odeszła z TNA. Po kilku latach Adkisson wyznała, że zrezygnowała z kariery wrestlerki, aby skupić się na sprawach rodzinnych.

## Media i życie prywatne
W listopadzie 2010 była uczestniczką teleturnieju Family Feud w tygodniu poświęconym TNA, gdzie mierzyła się wraz z Angeliną Love, Christy Hemme, Tarą i Velvet Sky przeciwko Jay’ow Lethal, Mattowi Morganowi, Mickowi Foleyovi, Mr. Andersonow i Robowi Van Damowi.
Ma troje dzieci: Daniela, Trippa i Barbarę. Jej starszą siostrą jest Holly. W 2010 Adkisson prowadziła spór o prawa rodzicielskie z byłym chłopakiem, który zarzucał jej złą opiekę nad ich synem Danielem, nie poświęcanie mu wystarczającej ilości czasu w związku z pracą w TNA. Federacja wspierała swoją zawodniczkę, zmniejszając jej liczbę występów, a nieobecność wyjaśniając doznaniem kontuzji.

## Mistrzostwa i osiągnięcia
- Total Nonstop Action Wrestling
  - TNA Knockouts Tag Team Championship (1x) – z Velvet Sky i Madison Rayne
- Windy City Pro Wrestling
  - WCPW Ladies Championship (1x)